# Doctrina Reagan

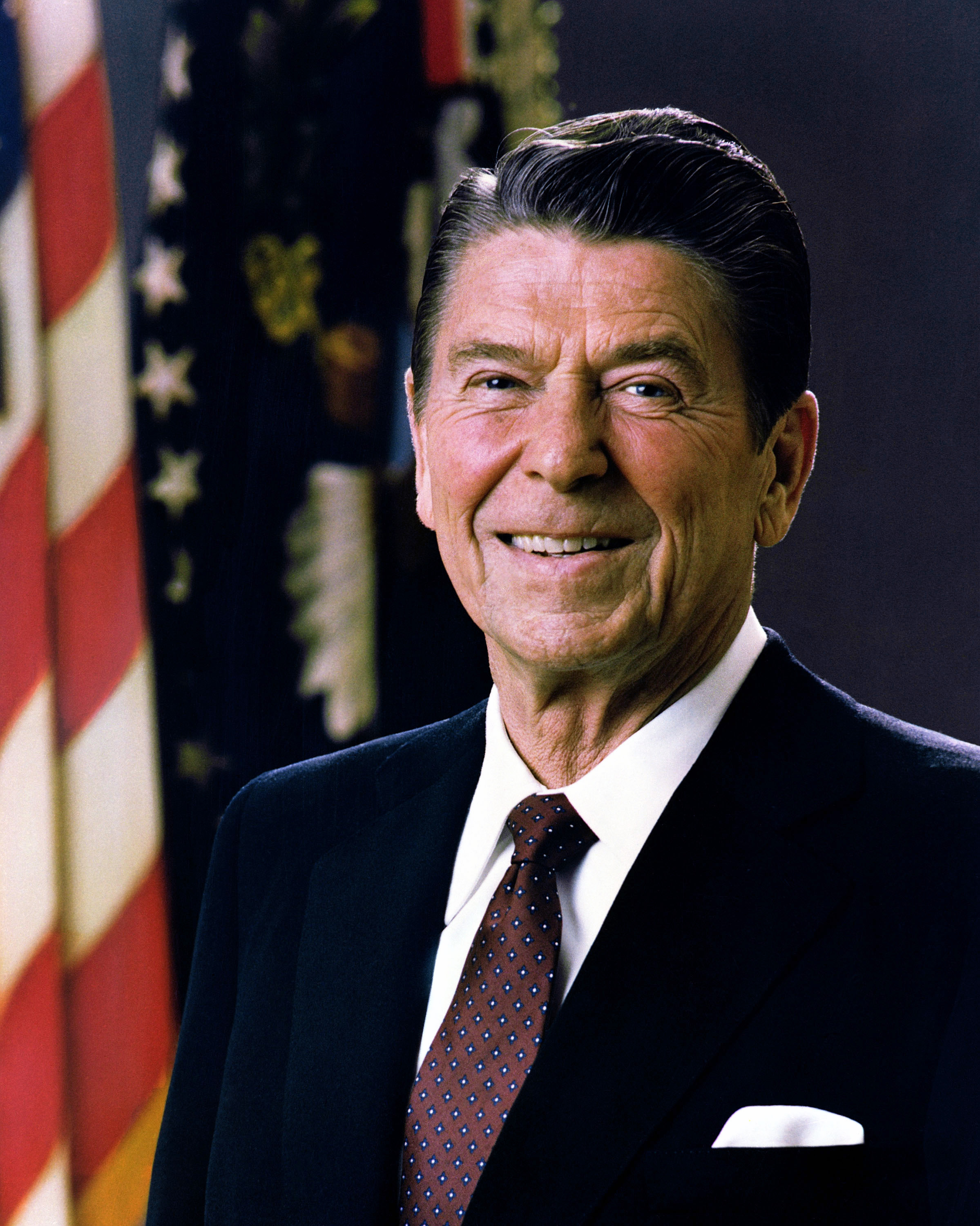
Ronald Reagan, în oficiu: ian. 1981-ian 1989.

Doctrina Reagan a fost o strategie orchestrată și pusă în aplicare de către Statele Unite sub Administrația Reagan în opoziție cu influența Uniunii Sovietice în timpul ultimilor ani ai Războiului rece. În timp ce doctrina a durat mai puțin de un deceniu, a fost punctul central al politicii externe a SUA de la începutul anilor 1980 până la sfârșitul Războiului Rece, în 1991.
Sub Doctrina Reagan, SUA a furnizat ajutor deschis și sub acoperire gherilelor și  mișcărilor de rezistență anticomuniste într-un efort de a îndepărta guvernele  prosovietice comuniste din  Africa, Asia și America Latină. Doctrina a fost concepută pentru a diminua influența sovietică în aceste regiuni, ca parte a strategiei de ansamblu a administrației Războiului Rece.